# Нижний Кужебар
Нижний Кужебар — село в Каратузском районе Красноярского края. Административный центр Нижнекужебарского сельсовета.

## История
Основано в 1840 г. В 1926 году состояло из 280 хозяйств, основное население — русские. Центр Нижне-Кужебарского сельсовета Каратузского района Минусинского округа Сибирского края.

## Население
| 1926 | 2010 | 2012 | 2013 | 2014 | 2015 | 2016 |
| ---- | ---- | ---- | ---- | ---- | ---- | ---- |
| 1496 | ↘451 | ↘443 | ↘437 | ↘429 | ↘413 | ↗421 |
| 2017 |      |      |      |      |      |      |
| ↗432 |      |      |      |      |      |      |